# Ung Diabetes
Ung Diabetes är Svenska Diabetesförbundets ungdomsråd för alla medlemmar mellan 15 och 30 år. Ungdomsrådet träffas fyra gånger per år och planerar olika aktiviteter och lägerverksamheter. Lokala Ung Diabetes (LUD) med LUD:are finns på ett tiotal städer runt om i Sverige.